# Al-Nashabiyah
Al-Nashabiyah (tiếng Ả Rập: النشابية, cũng đánh vần Nashabieh) là một thị trấn ở miền nam Syria, một phần hành chính của Tỉnh bang Dimashq, nằm cách thành phố Damascus 19 km về phía đông. Nằm ở khu vực Ghouta màu mỡ, các địa phương lân cận bao gồm Beit Nayim và Outaya ở phía tây, Marj al-Sultan ở phía tây nam, al-Bilaliyah ở phía đông nam, al-Qasimiyah và al-Jarba ở phía đông, al-Bihariyah ở phía đông bắc, Adra ở phía bắc và Hawsh al-Dawahira và Hawsh Nasri ở phía tây bắc. Theo Cục Thống kê Trung ương Syria, al-Nashabiyah có dân số 11.053 trong cuộc điều tra dân số năm 2004. Đây là trung tâm hành chính của al-Nashabiyah nahiyah ("phó huyện") bao gồm 22 địa phương với dân số tập thể 76.814 trong năm 2004.